# Raniero Cantalamessa

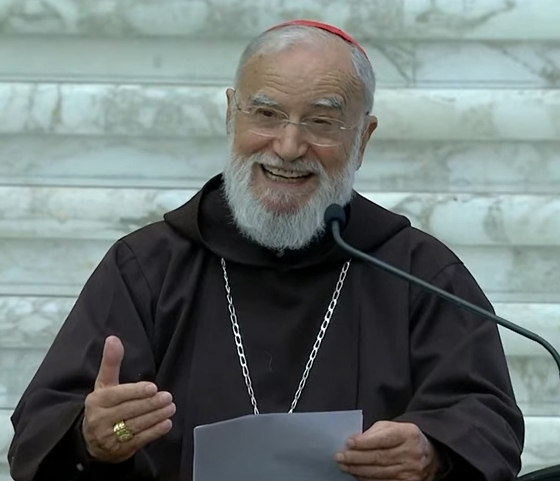
Pater Raniero Kardinal Cantalamessa bei der Predigt (Advent 2020)

Kardinalswappen (seit 2020)

Raniero Kardinal Cantalamessa OFMCap (* 22. Juli 1934 in Colli del Tronto) ist ein italienischer Ordensgeistlicher, römisch-katholischer Theologe und Professor für Kirchengeschichte und Patristik. Er war von 1980 bis 2024 offizieller Prediger des päpstlichen Hauses.

## Leben
Raniero Cantalamessa trat in den Kapuzinerorden ein und empfing 1958 die Priesterweihe. An der Schweizer Universität Freiburg wurde er zum Doktor der Theologie promoviert. Anschließend wurde er an der Katholischen Universität Sacro Cuore (Mailand) in Klassischer Philologie promoviert. Cantalamessa lehrte nach dem Studium in Mailand als ordentlicher Professor für Alte Kirchengeschichte und Patristik und war dort auch Leiter der Abteilung für Religionswissenschaften an der Katholischen Universität. 1975 wurde er von Papst Paul VI. in die internationale Theologenkommission berufen, der er bis 1981 angehörte.
1980 wurde er zum Prediger des päpstlichen Hauses ernannt. Diese Funktion übte er bis zu seinem Ruhestand 2024 aus und hielt jede Woche im Advent und in der Fastenzeit einen geistlichen Vortrag für den Papst, die Kardinäle, Bischöfe und Generaloberen der Ordensgemeinschaften.
Cantalamessa hat mehrere Bücher geschrieben, die in 15 Sprachen übersetzt sind. Von 1994 bis 2010 moderierte Cantalamessa im italienischen Fernsehsender Rai Uno jeden Samstag eine fünfzehnminütige Sendung zum Sonntagsevangelium.
Im Konsistorium vom 28. November 2020 nahm ihn Papst Franziskus als Kardinaldiakon mit der Titeldiakonie Sant’Apollinare alle Terme Neroniane-Alessandrine in das Kardinalskollegium auf. Cantalamessa teilte mit, dass er davon absehe, sich zum Bischof weihen zu lassen. Der Papst erteilte ihm eine entsprechende Dispens von der Verpflichtung nach 351, § 1  CIC. Die Besitzergreifung seiner Titeldiakonie fand am 13. Juni 2021 statt. Wegen seines Alters ist Cantalamessa nicht berechtigt, an einer Papstwahl teilzunehmen.
Am 9. November 2024 ernannte Papst Franziskus Roberto Pasolini zum neuen Hausprediger und versetzte Raniero Cantalamessa in den Ruhestand.

## Veröffentlichungen
- Ostern in der alten Kirche. Lang, Bern 1981, ISBN 3-261-03190-5.
- Ehre sei Gott. Friede den Menschen. Betrachtungen zum Geheimnis der Menschwerdung. Neue Stadt Verlag, München/Zürich/Wien 1988, ISBN 3-87996-222-7.
- Das Leben in Christus. Ein Glaubenskurs der Erneuerung. Styria, Graz/Wien/Köln 1990, ISBN 3-222-11964-3.
- Maria. Ein Spiegel für die Kirche. Adamas, Köln 1994, ISBN 3-925746-70-6.
- Die Eucharistie, unsere Heiligung. Adamas, Köln 1998, ISBN 3-925746-74-9.
- Komm, Schöpfer Geist. Betrachtungen zum Hymnus Veni creator spiritus. Herder, Freiburg/Basel/Wien 1999, ISBN 3-451-27013-7.
- Das Kreuz, Gottes Kraft und Weisheit. Adamas, Köln 1999, ISBN 3-925746-81-1.
- Das Oster-Geheimnis. Adamas, Köln 2000, ISBN 3-925746-84-6.
- Jesus Christus, der Heilige Gottes. Adamas, Köln 2002, ISBN 3-925746-88-9.
- Als neuer Mensch leben. Die geistliche Botschaft des Römerbriefes. Herder, Freiburg/Basel/Wien 2003, ISBN 3-451-28020-5.
- Schauen auf den dreifaltigen Gott. Adamas, Köln 2004, ISBN 3-925746-99-4.
- Die Kirche lieben. Meditationen zum Epheserbrief. Herder, Freiburg/Basel/Wien 2005, ISBN 3-451-28564-9.
- Gottheit tief verborgen. Das Geheimnis der Eucharistie im Licht großer Hymnen. Herder, Freiburg/Basel/Wien 2006, ISBN 978-3-451-29253-8.